# August Siegert

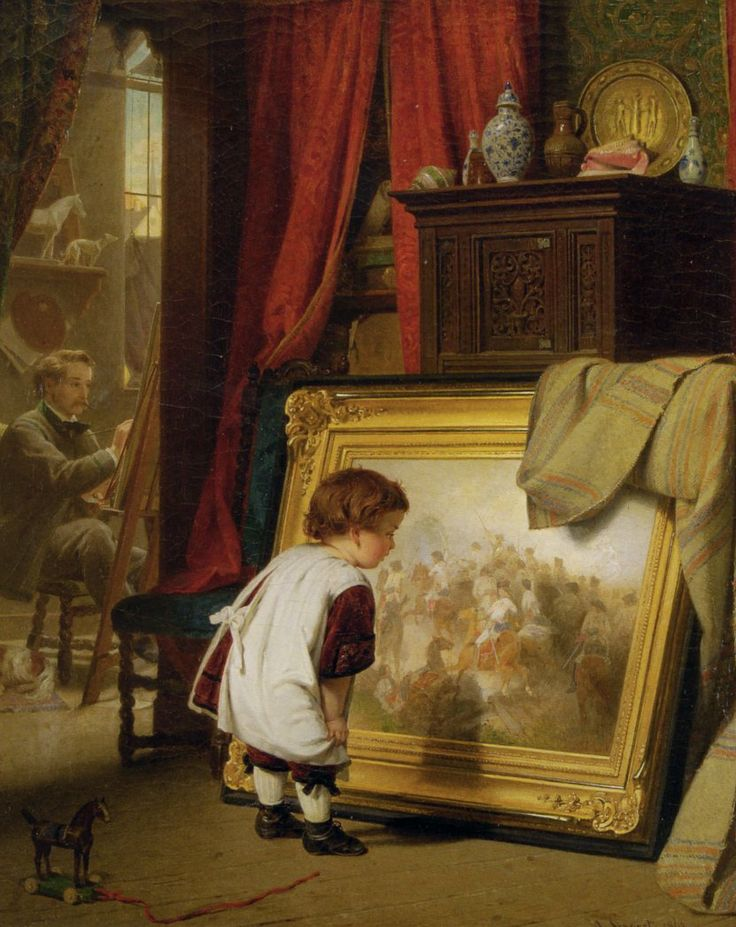
Um amante da arte, 1863

August Friedrich Siegert (* 5º Março de 1820 em Neuwied; † 20 de Agosto de 1901 em Düsseldorf ) foi um pintor alemão da Escola de Düsseldorf.

## Vida
Desde 1835, agosto Siegert frequentou a Academia de Arte de Düsseldorf. Em 1837, ele recebeu treinamento de Theodor Hildebrandt, de 1841 por Wilhelm von Schadow. De 1846 a 1848, ele viajou pela Holanda, Bélgica, França e Itália. Depois de uma longa estadia em Munique, ele morou em Neuwied por alguns anos, onde pintou principalmente retratos. Em 1851, ele se estabeleceu em Düsseldorf. Lá, ele dirigiu um estúdio principal da academia de arte até 1859 e também ensinou lá. A partir de 1872, ele se tornou professor lá.
Siegert foi membro da associação de artistas de Düsseldorf Malkasten de 1850 a 1901.
No começo, ele pintou histórias, mas depois se voltou para a pintura de gênero. Suas fotos são caracterizadas "tanto pelo conteúdo significativo, pela sensação verdadeira e pouco exigente quanto pela execução amorosa".
Desde 1852, ele foi casado com Mathilde de Haen, filha única de Wilhelm de Haen e Elisabeth Jacobine Carstanjen. O casal teve duas filhas e dois filhos.

## Trabalho
- Der Feiertag (1852)

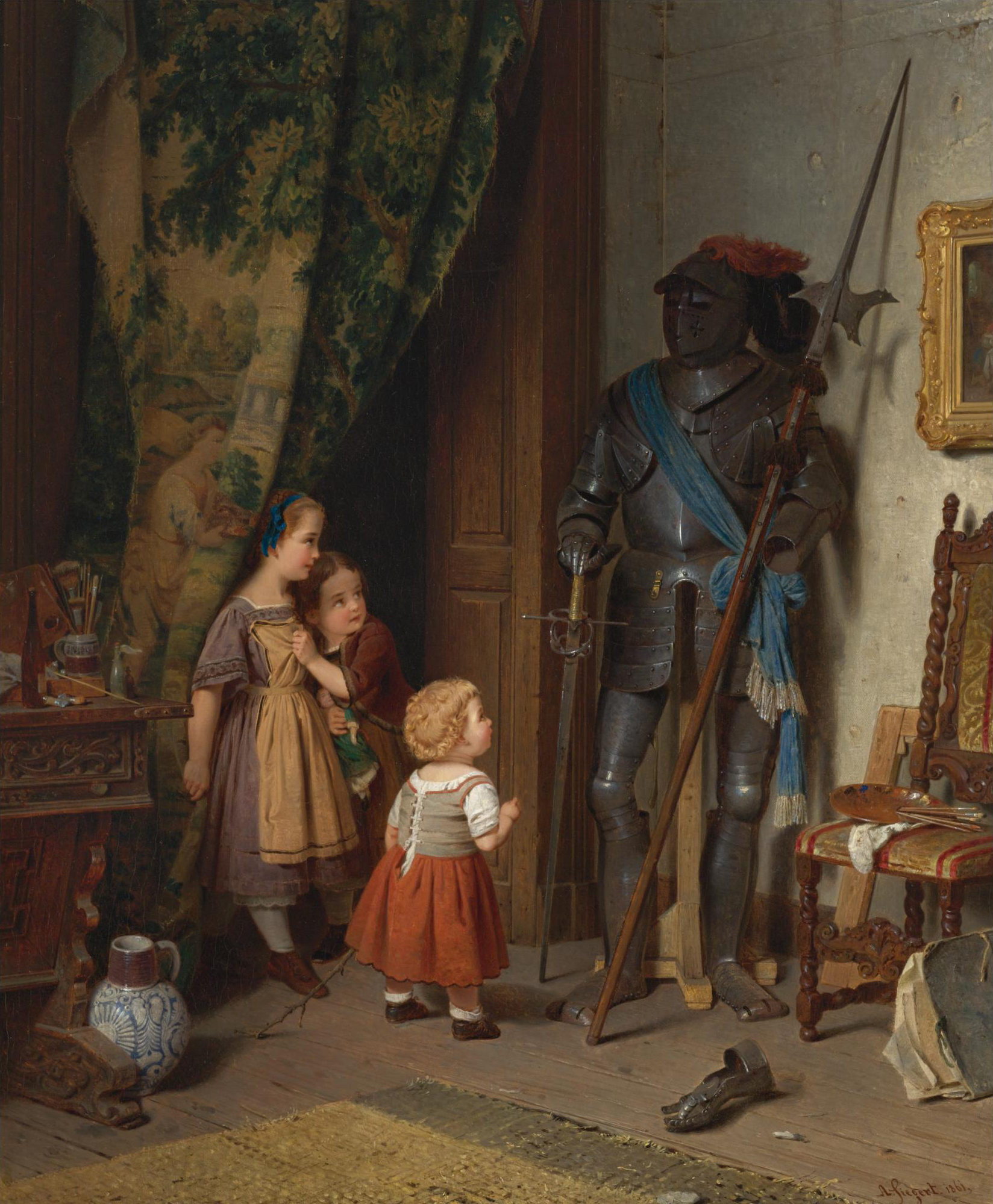
Crianças na oficina do artista

- Eine arme Familie in einem reichen Haus gespeist (1858)
- Ein Kunstfreund (1901)
- Die Essenszeit
- Der Liebesdienst (1870)
- Kinder in der Künstlerwerkstatt
- Die Vereinsamten
- Portrait de femme en miniature, Verbleib unbekannt (Salon 1810, Nr. 736)
- Bonaparte beim Überschreiten der Alpen am Großen Sankt Bernhard, nach Jacques-Louis David, Verbleib unbekannt (Hintze 1816, S. 268)
- Sechzehn Ölskizzen nach dem lebenden Modell, Verbleib unbekannt (ebd.)
- Bildnis einer italienischen Marquise, Verbleib unbekannt (Kunst-Blatt 1821; evtl. identisch mit Portrait de femme en miniature)

Em: Friedrich von Boetticher: Pinturas do século XIX Século, contribuição para a história da arte. São listadas cerca de 50 obras do artista. (Ver literatura)

## Literatura
- Siegert, August Friedrich. In: Hans Vollmer (Hrsg.): Allgemeines Lexikon der Bildenden Künstler von der Antike bis zur Gegenwart. Begründet von Ulrich Thieme und Felix Becker. Band 30: Scheffel–Siemerding. E. A. Seemann, Leipzig 1936, S. 597.
- Siegert, August Friedrich. In: Friedrich von Boetticher: Malerwerke des 19. Jahrhunderts, Beitrag zur Kunstgeschichte. Dresden 1898, Band 2, S. 747–748 (August Siegert (em inglês) no Internet Archive).
- Siegfried Gehrecke: August Friedrich Siegert. Ein Düsseldorfer Maler des 19. Jahrhunderts. Goslar, Düsseldorf 1983-84 (als Manuskript gedruckt) [Werkverzeichnis].
- Guido Krey, Carsten Roth: Siegert, Augustr Friedrich. In: Hans Paffrath / Kunstmuseum Düsseldorf (Hrsg.): Lexikon der Düsseldorfer Malerschule. Band 3. Bruckmann, München 1998, ISBN 3-7654-3011-0, S.283–286 (4 Abb.:Saul und David, 1845; Der kleine Kunstfreund, um 1859; Liebesdienst; Der kleine Bibliothekar, 1901).
- Nina Struckmeyer: Siegert, (Johann) August(in). In: Bénédicte Savoy, France Nerlich (Hrsg.): Pariser Lehrjahre. Ein Lexikon zur Ausbildung deutscher Maler in der französischen Hauptstadt. Band 1: 1793-1843. De Gruyter, Berlin/Boston 2013, ISBN 978-3-11-029057-8, S. 269–271.
- Max Georg Zimmermann (1892). "Siegert, August Friedrich". In Allgemeine Deutsche Biographie (ADB) (em alemão). 34. Leipzig: Duncker & Humblot. pp. 198–199.